# Zonă litorală
Zona litorală este fâșia care se întinde în lungul coastelor și țărmurilor marine, parțial ocupată de apă (adâncimea 0 – 20 m). Ea reprezintă hotarul dintre uscat și mare.
Această zonă cuprinde păturile de apă apropiate de țărm care acoperă platforma de prelungire a uscatului sub apele marine pe platoul continental și totalitatea ecosistemelor existente până la 20 m adâncime.
În zona litorală există valuri, flux și reflux care sortează aluviunile aduse de fluvii și realizează trierea lor pe mărime și densitate. Aluviunile din acest areal sunt formate din bolovani, pietriș și nisip care reduc adâncimea și lărgesc platforma continentală.
Datorită condițiilor favorabile, constând în aport de nutrienți aduși de pe continent, temperatura mai ridicată, pătrunderea luminii, această zonă este foarte bine populată cu organisme vegetale și animale. Biocenozele bogate și variate cuprind alge verzi, brune și roșii, plante acvatice și numeroase animale marine.